# Дильдар
Юнус Реуф (курд. یوونس ڕەئووف или сев.-курд. Yûnis Mele Re'ûf, более широко известен как Дильдар; 20 февраля 1918 года ― 20 октября 1948 года) ― курдский поэт и политический деятель.

## Биография

### Ранние годы
Юнус Реуф родился 20 февраля 1918 года в городе Кёй-Санджак, на тот момент относившемся к вилайету Мосул Османской империи (ныне провинция Эрбиль, Ирак).  Учился в начальной школе в городе Рания.  После окончания средней школы в Киркуке он переехал в Багдад, где начал изучать право. Окончил юридическую школу в 1945 году.

### Работа адвокатом
Юнус Реуф работал адвокатом, главным образом выступая в суде в защиту бедняков и фермеров, которые в основном были курдами.

### Политический активизм
В 1938 году вступил в партию Хева ― «первую юридически признанную курдской организацию, которая стремится к освобождению Курдистана и его единству».  В том же году отправился в Иранский Курдистан, чтобы присоединиться к революционному движению, возглавляемому Кази Мухаммедом. Вскоре он был арестован иранскими властями.

### Эй, Ракиб!
После ареста в 1938 году Дильдар был заключён в тюрьму, где написал стихотворение «Эй, Ракиб!» ― «О, враг». Говорил тюремным надзирателям, что курды не отступят от своей борьбы. 

### Смерть и наследие
Дилдар скончался 20 октября 1948 года в возрасте 30 лет по причине слабого сердца. Тем не менее, он дожил до того момента, когда его «Эй, Ракиб!» был принят в качестве этнического гимна курдов. Гимн был впервые сыгран и спет в 1946 году при провозглашении недолго просуществовавшей Мехабадской республики. Сегодня эта песня является официальным региональным гимном Иракского Курдистана.